# Hôtel Marquet de Bourgade
El hotel Marquet de Bourgade u hotel Beaudet de Morlet es un antiguo hôtel particulier parisino ubicada en el n. 2 de la Place Vendôme, al sur de la plaza, en la esquina con la rue Saint-Honoré, de la que también ocupa el n 356. Está contiguo al Hôtel Heuzé de Vologer.
Fue construido en 1714, para el director de los viveros del rey Luis XIV, Noël Beaudet de Morlet, por el arquitecto Robert de Cotte. Fue adquirida en 1728 por el granjero general Maurice Marquet de Bourgade y perteneció en particular, durante el siglo XIX, a la familia Mortier de Treviso.
Ahora pertenece al grupo LVMH, que ha instalado allí dos de sus marcas, Louis Vuitton y Guerlain.

## Historia
En un terreno inicialmente adquirido por el financiero Alexandre Lhuillier, fue construido en 1714, por el arquitecto Robert de Cotte, para Noël Beaudet de Morlet, acomodador ordinario de la cámara del rey y director de las guarderías de Luis XIV. Fue cedida después de su muerte al agricultor general Maurice Marquet de Bourgade, luego pasó a su hijo, Louis Marquet de Mont-Saint-Père, quien se la cedió a su sobrino, Maurice-Alexandre Marquet des Grèves.
En 1788, este último lo vendió a Maurice-Jean Raguideau de La Fosse, abogado del consejo del rey. El cual, también notario, redacta el acta de matrimonio de Napoleón Bonaparte y Joséphine de Beauharnais y se convierte en notario oficial del emperador.
En 1793, Madame Raguideau, aunque seguía siendo inquilina, lo vendió al vizconde Charles-Gilbert Morel de Vindé.
De 1796 a 1809, Louis-Antoine de Bougainville alquiló un apartamento allí, antes de mudarse a otro apartamento, rue du Helder .
En 1808, la planta baja albergaba una farmacia fundada por E.Gallois, que permaneció en funcionamiento hasta principios del siglo XX. 
En 1816, el vizconde lo vendió a la familia Chéronnet, luego, por matrimonio, pasó a la familia Dufour, que lo revendió en 1862, al marqués Jean-François Hippolyte Mortier de Trévise, que conservó su propiedad hasta su muerte ocurrida en30 janvier 189230 de enero de 1892 . Su hija, Marie-Leonie, lo heredó y fue su propietario hasta su propia muerte en septiembre de 1939.
En 1935, albergó la boutique Guerlain, decorada por los artistas Alberto y Diego Giacometti, pero también por Jean-Michel Franck .
Ha albergado importantes casas de moda y joyería desde principios del siglo XX, como: Guerlain, Gaucherand, Sœber, pero también el célebre marchante de arte Dikran Kélékian que instaló allí su boutique parisina.
En la década de 1980, los dueños de la época desfiguraron profundamente el hotel, cuyos interiores fueron demolidos casi en su totalidad, en particular la escalera original, para transformarlo en un edificio de oficinas.
Desde 2011, es propiedad del grupo LVMH, que lo hizo restaurar completamente junto con el Hôtel Heuzé de Vologer, entre 2013 y 2017, por el arquitecto Peter Marino, para devolverle su brillo dieciochesco. Actualmente, es la sede de dos de las marcas del grupo, las casas de Louis Vuitton y Guerlain.

## Protección
Está parcialmente clasificado como monumento histórico, por sus fachadas y cubiertas, por orden de l3 de abril de 1933.